# Mit Fried und Freud (Buxtehude)
Pour les articles homonymes, voir Mit Fried und Freud ich fahr dahin.
Mit Fried und Freud, BuxWV 76/1, est une musique funèbre composée par Dietrich Buxtehude en 1671, en l'honneur du surintendant de Lübeck, Menno Hanneken (de). À l'occasion de la mort de son père Johannes Buxtehude, pour lequel fut composé le Klag-Lied BuxWV 76/2, Buxtehude fit publier les deux pièces réunies en un même fascicule, peut-être après les avoir jouées ensemble. De 1671 en revanche ne subsiste qu'une page de titre, insérée à la fin d'un recueil de poèmes des amis et collègues de Hanneken, et sur laquelle la pièce est alors désignée comme Simeons Abschied (l'adieu de Siméon). En effet, ce chant funèbre reprend le choral de Martin Luther, Mit Fried und Freud ich fahr dahin, lui-même basé sur le cantique de Siméon (Luc 2, 26-32), ou plus exactement sur les quatre premières des cinq strophes.
L'effectif requiert deux voix (soprano et basse), accompagnés par des instruments non précisés (deux dessus, un alto, une basse), ou bien un ensemble de quatre instruments pour une interprétation instrumentale, la destination précise de l'œuvre étant incertaine.

## Structure
Le choral est traité dans un quadruple contrepoint renversable très savant, qui peut justifier certains doutes quant à l'exécution de la pièce par des chanteurs. Deux contrepoints se suivent, traitant chacun deux strophes, sur la base de la mélodie du cantique, de Johann Walther, dont les valeurs sont modifiées par Buxtehude, la faisant passer de 11 à 28 mesures.
Contrapunctus I
La première strophe est une exposition, en cantus firmus au soprano, et à la tonique de ré majeur, en mode de ré « dorien ».
L’evolutio traite la deuxième strophe, par permutation en mouvement droit, à la dominante de la majeur, entre le soprano qui reprend la ligne de basse, et la basse qui reprend le cantus firmus. L'alto et le ténor permutent également.
Contrapunctus II
La strophe 3 revient à la tonique avec cantus firmus au soprano.
Puis l’evolutio permute de nouveau les voix à la dominante, comme dans la première evolutio, mais cette fois en mouvement contraire

## Discographie
- Anima Eterna & The Royal Consort, Collegium Vocale, Jos van Immerseel, Channel Classics (CCS 7895), 1994
- Emma Kirkby, John Holloway, Manfredo Kraemer, Jaap ter Linden, Lars Ulrik Mortensen, Dacapo (8.224062), 1997
- Ensemble Stylus Phantasticus, Alpha (047), 2003 (instrumental)
- Ensemble Jacques Moderne, Joël Suhubiette, Ligia Digital (Lidi 0202183-07), 2007